# Rudy Dhaenens
Rudy Dhaenens (ur. 10 kwietnia 1961 w Deinze, zm. 6 kwietnia 1998 w Aalst) – belgijski kolarz szosowy, mistrz świata.

## Kariera
Największy sukces w karierze Rudy Dhaenens osiągnął w 1990 roku, kiedy zdobył złoty medal w wyścigu ze startu wspólnego na mistrzostwach świata w Utsunomiya. W zawodach tych bezpośrednio wyprzedził swego rodaka Dirka De Wolfa oraz Włocha Gianniego Bugno. Był to jednak jedyny medal wywalczony przez Dhaenensa na międzynarodowej imprezie tej rangi. W sezonie 1990 zajął ponadto drugie miejsce w klasyfikacji generalnej Pucharu Świata. Lepszy okazał się tylko Bugno, a trzeci był Irlandczyk Sean Kelly. Był też między innymi trzeci w Tour de Luxembourg w 1984 roku, drugi w Paryż-Roubaix w 1986 roku oraz w Ronde van Vlaanderen w 1990 roku. W 1992 roku zakończył karierę.
5 kwietnia 1998 roku uległ wypadkowi samochodowemu w drodze na metę Ronde van Vlaanderen, który to wyścig miał komentować. Zmarł następnego dnia w szpitalu w Aalst, 4 dni przed 37. urodzinami.

## Najważniejsze sukcesy
- 1986 – wygrany etap w Tour de France, 2. miejsce w Paryż-Roubaix
- 1987 – 3. miejsce w Paryż-Roubaix
- 1990 – mistrzostwo świata, 2. miejsce w Dookoła Flandrii